# Gran Premio di Albi 1950
Il Gran Premio di Albi 1950 è stata una gara extra-campionato di Formula 1 tenutasi il 16 luglio 1950 ad Albi, in Francia. 
La gara, disputatasi aggregando i tempi di due batterie da 17 giri ciascuna, è stata vinta dal pilota Talbot, Louis Rosier.

## Qualifiche

### Risultati

#### 1ª Batteria
| 1ª Fila | 3 Pos.                    |                                     | 2 Pos.                       |                          | 1 Pos.                           |
|         | Sommer Talbot-Lago 3'10.0 |                                     | Gonzalez Maserati 3'08.6     |                          | Fangio Maserati 3'06.7           |
| 2ª Fila |                           | 5 Pos.                              |                              | 4 Pos.                   |                                  |
|         |                           | Rosier Talbot-Lago 3'12.6           |                              | Farina Maserati 3'11.0   |                                  |
| 3ª Fila | 8 Pos.                    |                                     | 7 Pos.                       |                          | 6 Pos.                           |
|         | Ascari Ferrari 3'16.0     |                                     | Etancelin Talbot-Lago 3'15.4 |                          | Villoresi Ferrari 3'12.7         |
| 4ª Fila |                           | 10 Pos.                             |                              | 9 Pos.                   |                                  |
|         |                           | Giraud-Cabantous Talbot-Lago 3'16.8 |                              | Claes Talbot-Lago 3'21.2 |                                  |
| 5ª Fila | 13 Pos.                   |                                     | 12 Pos.                      |                          | 11 Pos.                          |
|         | Levegh Talbot-Lago 3'23.4 |                                     | Pagani Maserati 3'27.5       |                          | Trintignant Simca-Gordini 3'30.6 |
| 6ª Fila |                           | 15 Pos.                             |                              | 14 Pos.                  |                                  |
|         |                           | Manzon Simca-Gordini 3'31.5         |                              | Prince Bira Maserati -   |                                  |
| 7ª Fila |                           |                                     |                              |                          | 16 Pos.                          |
|         |                           |                                     |                              |                          | de Graffenried Maserati -        |

## Gara

### Resoconto
Nella prima batteria la corsa è contesa tra Juan Manuel Fangio e Raymond Sommer che fanno gara parallela. A pochi giri dal termine sulla vettura di Fangio si rompe una conduttura dell'olio e Sommer riesce a precedere il rivale di poche decine di metri sul traguardo. Entrambe le vetture accusano però guasti tecnici che impediscono ai rispettivi piloti di prendere il via alla 2ª e decisiva batteria, lasciando così via libera al pilota francese Louis Rosier, il quale dopo il 3º posto conquistato si accontenta della piazza d'onore alle spalle di José Froilán González per aggiudicarsi la classifica finale. Sfortunata la corsa dei piloti italiani Alberto Ascari e Luigi Villoresi, costretti al ritiro a causa di noie meccaniche.

### Risultati

#### Finale
| Pos | Nr | Pilota                | Vettura       | Tempo/Ritiro    |
| --- | -- | --------------------- | ------------- | --------------- |
| 1   | 2  | Louis Rosier          | Talbot-Lago   | 1.53:08.6       |
| 2   | 12 | José Froilán González | Maserati      | + 27"3          |
| 3   | 22 | Maurice Trintignant   | Simca-Gordini | + 1 giro        |
| 4   | 34 | Pierre Levegh         | Talbot-Lago   | + 1 giro        |
| 5   | 20 | Robert Manzon         | Simca-Gordini | + 2 giri        |
| 6   | 14 | Nello Pagani          | Maserati      | + 2 giri        |
| NC  | 8  | Giuseppe Farina       | Maserati      | +3 giri         |
| NC  | 32 | Johnny Claes          | Talbot-Lago   | + 5 giri        |
| NC  | 26 | Toulo de Graffenried  | Maserati      | + 7 giri        |
| Rit | 18 | Alberto Ascari        | Ferrari       |                 |
| Rit | 9  | Philippe Étancelin    | Talbot-Lago   | Valvole         |
| Rit | 16 | Luigi Villoresi       | Ferrari       | Iniezione       |
| Rit | 10 | Yves Giraud-Cabantous | Talbot-Lago   |                 |
| Rit | 24 | Prince Bira           | Maserati      | Asse posteriore |
| NP  | 10 | Juan Manuel Fangio    | Maserati      | Perdita olio    |
| NP  | 6  | Raymond Sommer        | Talbot-Lago   | Danni vettura   |